# Ingestibilité
L'ingestibilité d'un aliment, c'est l'aptitude de cet aliment à être plus ou moins consommé par un animal, distribué seul ou à volonté.
Dans le cas d'un apport simultané de fourrage à volonté et de concentrés, on observe un phénomène de substitution : l'animal ingère moins de fourrages pour ingérer du concentré, et la quantité totale d'aliment ingérée est plus importante que lors d'un apport de fourrage seul. Il existe également des interactions digestives (dépendant de la flore du rumen, entre les cellulolytiques qui dégradent le fourrage et les amylolytiques qui dégradent l'amidon, donc les concentrés).
Elle varie avec l'encombrement du fourrage, la capacité d'ingestion de l'animal.

Les facteurs de régulation de l'ingestion sont : la concentration du sang en nutriment (pour les monogastriques, notamment la glycémie), la satisfaction des besoins énergétiques, la température ambiante, l'activité physique, le photopériodisme, le type d'animal.
Chez les ruminants, il s'agit d'une régulation physique par encombrement du rumen (en fonction du temps de séjour des aliments dans le rumen).